# Zamość
Zamość là một thị trấn thuộc huyện Zamość, tỉnh Lubelskie ở đông-nam Ba Lan. Thị trấn có diện tích 30 km². Đến ngày 1 tháng 1 năm 2011, dân số của thị trấn là 66234 người và mật độ 2183 người/km².